# ...Baby One More Time (песма)
„...Baby One More Time“ је песма америчке певачице Бритни Спирс. Издата је 23. октобра 1998. године, као први сингл са њеног првог албума „...Baby One More Time“.